# Варшавский, Михаил Николаевич
Михаил Николаевич Варшавский (1929-12.07.2019) — советский хозяйственный, государственный и политический деятель.

## Биография
Родился в 1929 году в Первомайске.
Выпускник Одесского политехнического института. Член КПСС.
В 1953 г. начинал трудовую деятельность заведующим мастерскими Старо-Марьевской машинно-тракторной станции. Затем работал инженером краевого управления сельского хозяйства, директором Воронцово-Александровской МТС, председателем колхоза. Далее руководитель организации «Крайколхозстрой», заместитель, затем начальник краевого управления сельского хозяйства, председатель агропромышленного комитета. Он сумел заложить и значительно укрепить материально-техническую и социальную базу сельского хозяйства Ставропольского края. В те годы индустриальная база «Крайсельхозтехники», которую он возглавлял, была признана одной из лучших в стране.
Уникальное чувство нового, ориентация М. Н. Варшавского на поиск и внедрение достижений науки и передового опыта обеспечивали успех многих его начинаний. С лёгкой руки М. Н. Варшавского получил стимул к развитию знаменитый Ипатовский метод и переработка сельхозпродукции. Он стал инициатором уникального эксперимента по переходу АПК края на самофинансирование.
В 1985—1992 гг. работал первым заместителем председателя исполкома Ставропольского краевого Совета народных депутатов, экономическим советником по АПК при администрации Ставропольского края и, по сути, определил вектор развития сельского хозяйства края на долгие годы вперёд.
Народный депутат, член Комитета Верховного Совета РФ по социальному развитию села, аграрным вопросам и продовольствию (1990—1993). Депутат Верховного Совета РСФСР. Заслуженный инженер сельского хозяйства РСФСР.
Почётный гражданин Ставропольского края.
Награждён: двумя орденами Трудового Красного Знамени, тремя орденами «Знак Почёта», медалью «За заслуги перед Ставропольским краем».
Женат. Жена — Фаина Исааковна. Имеют сына и дочь, внуков и правнуков.